# Kocsis–Hauser Alapítvány
A Kocsis–Hauser-alapítványt 1989-ben két világhírű zongoraművész, Kocsis Zoltán és a mátészalkai születésű Hauser Adrienne alapította. Székhelye: 4700 Mátészalka, Kölcsey utca 2.
Az alapítvány a művészeti ágak valamely területén tehetséges fiatalok támogatását, szakmai fejlődésének segítését tűzte ki céljául. 
A kuratórium kétévenként kiírt pályázatára a fiatalok alkotásaikkal, műsoruk bemutatásával pályázhatnak. A pályázók közül évente 5-15 ifjú tehetség részesül anyagi támogatásban. A pályázók az elnyert összeget nagyrészt külföldi és hazai alkotótáborokban való részvételre, továbbképzésekre használják fel. Az eddig eltelt 16 év alatt már több mint 300 fiatal nyújtotta be pályázatát. 
A díjakat hagyományosan bensőséges műsor keretében adják át. A díjátadáskor már hagyomány, hogy a hangverseny az egyik alapító, Kocsis Zoltán, illetve Hauser Adrienne közreműködésével zajlik.